# Zisterzienserinnenabtei Sainte-Catherine-du-Mont-de-Semnoz
Die Zisterzienserinnenabtei Sainte-Catherine-du-Mont-de-Semnoz (auch: Annecy oder Semnoz) war von 1179 bis 1780 ein Kloster der Zisterzienserinnen in Annecy, Département Haute-Savoie, in Frankreich.

## Geschichte
Die Zisterzienserinnenabtei Bonlieu (Haute-Savoie) gründete 1179 (oder wenig später) im Massiv des Semnoz vier Kilometer von Annecy entfernt das Nonnenkloster Sainte-Catherine, das sich 1242 vom Mutterkloster emanzipierte und zur Abtei erhoben wurde. Die Ordensreformerin Louise de Ballon (1591–1668) ging aus dem Kloster hervor, verließ es aber aus Kritik an der mangelnden Regelobservanz. 1772–1780 gingen die letzten Nonnen nach Annecy in die inzwischen dorthin verlegte Abtei Bonlieu. Am einstigen Standort, wo wenige Reste verstreut sind, erinnern der Flurname Sainte-Catherine und der Chemin de Sainte-Catherine an das Kloster.